# Sad Songs for Dirty Lovers
Sad Songs for Dirty Lovers è il secondo album discografico del gruppo statunitense indie rock dei The National, pubblicato nel settembre 2003.
Si tratta del primo album a cui partecipa come membro effettivo del gruppo il chitarrista e polistrumentista Bryce Dessner, che aveva collaborato al precedente disco come ospite. Inoltre è anche il primo album del gruppo in cui dà il suo contributo, nelle vesti di produttore, Peter Katis, che produce i successivi lavori dei The National.

## Tracce
1. Cardinal Song – 6:18
2. Slipping Husband – 3:22
3. 90-Mile Water Wall – 3:44
4. It Never Happened – 4:37
5. Murder Me Rachael – 3:45
6. Thirsty – 3:48
7. Available – 3:20
8. Sugar Wife – 2:21
9. Trophy Wife – 3:32
10. Fashion Coat – 2:02
11. Patterns of Fairytales – 3:43
12. Lucky You – 4:22

## Formazione
Gruppo
- Matt Berninger - voce
- Aaron Dessner - basso, chitarra
- Bryan Devendorf - batteria, cori
- Scott Devendorf - chitarra, cori
- Bryce Dessner - chitarra, strumenti vari

Ospiti
- Padma Newsome - viola, violino, orchestrazioni
- Nick Lloyd - piano, tastiere
- Luke Hughett - voce in Thirsty
- Nate Martinez - chitarra in Cardinal Song
- Steve LoPresti - corno francese e mellofono in Sugar Wife